# Format (arts visuals)

Mona Lisa, Leonardo da Vinci, 1503-1507 aprox, 77 x 53, oli sobre tela, Museu del Louvre, París

El format és l'espai que ocupa l'obra gràfica, entès com els marges de la superfície de representació o de comunicació visual.
Quan ens referim a les dimensions d'un dibuix, una pintura o una fotografia emprem dues xifres separades per un signe x. On les dues xifres fan referència a l'alçada i la llargada. En el cas d'una escultura s'afegeix un tercer paràmetre la profunditat. Fruit de l'observació o mesura d'aquests dos paràmetres deduïm les possibles posicions de l'obra essent vertical o horitzontal. El format condiciona les representacions a l'espai tant en l'àmbit formal com a nivell semàntic. El format quadrat és el més neutre, el vertical és indicat per al retrat conferint protagonisme a la figura representada i en el cas d'un format apaïsat és ideal per a paisatges on es vol transmetre un missatge de serenor.